# Jelena Lichovtseva
Jelena Aleksandrovna Lichovtseva (Russisch: Елена Александровна Лиховцева) (Alma-Ata, 8 september 1975) is een in Kazachstan geboren voormalig professionele tennisspeelster die voor Rusland uitkwam. Zij begon met tennissen op zevenjarige leeftijd. Lichovtseva werd professional in januari 1992 en beëindigde haar loopbaan na het US Open 2008.
Jelena Lichovtseva werd gecoacht door Dmitry Degtriarev. Haar favoriete ondergrond is hardcourt. Op 21 september 1999 trouwde zij met Michael Baranov in Las Vegas.

## Loopbaan
Lichovtseva wist drie WTA-toernooien te winnen en was verder vijfmaal verliezend finaliste. Zij won 27 vrouwendubbelspeltitels en wist twee gemengddubbelspeltitels op de grandslamtoernooien te veroveren: in 2002 op Wimbledon met Mahesh Bhupathi en in 2007 op het Australian Open met Daniel Nestor.
In de periode 1995–2004 maakte Lichovtseva deel uit van het Russische Fed Cup-team – zij vergaarde daar een winst/verlies-balans van 26–16.

## Posities op deWTA-ranglijst
Positie per einde seizoen:
| jaar | rang enkelspel | rang dubbelspel |
| ---- | -------------- | --------------- |
| 1992 | 317            | 174             |
| 1993 | 67             | 141             |
| 1994 | 62             | 74              |
| 1995 | 45             | 139             |
| 1996 | 18             | 55              |
| 1997 | 31             | 24              |
| 1998 | 26             | 9               |
| 1999 | 18             | 8               |
| 2000 | 21             | 18              |
| 2001 | 36             | 4               |
| 2002 | 42             | 10              |
| 2003 | 37             | 11              |
| 2004 | 24             | 5               |
| 2005 | 17             | 7               |
| 2006 | 42             | 28              |
| 2007 | 66             | 22              |
| 2008 | 1046           | 77              |

## Palmares
| Legenda                |
| ---------------------- |
| Grandslamtoernooi      |
| Olympische Spelen      |
| Year-End Championships |
| Tier I                 |
| Tier II                |
| Tier III               |
| Tier IV & V            |

### WTA-finaleplaatsen enkelspel
| nr.              | finale     | toernooi         | ondergrond    | tegenstandster     | score         |         |
| ---------------- | ---------- | ---------------- | ------------- | ------------------ | ------------- | ------- |
| gewonnen finales |            |                  |               |                    |               |         |
| 1.               | 1993-10-17 | WTA Montpellier  | tapijt (i)    | Dominique Monami   | 6-3, 6-4      | details |
| 2.               | 1997-01-05 | WTA Hope Island  | hardcourt     | Ai Sugiyama        | 3-6, 7-6, 6-3 | details |
| 3.               | 2004-08-28 | WTA Forest Hills | hardcourt     | Iveta Benešová     | 6-2, 6-2      | details |
| verloren finales |            |                  |               |                    |               |         |
| 1.               | 1995-02-19 | WTA Oklahoma     | hardcourt (i) | Brenda Schultz     | 1-6, 2-6      | details |
| 2.               | 1999-05-22 | WTA Straatsburg  | gravel        | Jennifer Capriati  | 1-6, 3-6      | details |
| 3.               | 2000-11-05 | WTA Leipzig      | tapijt (i)    | Kim Clijsters      | 6-7, 6-4, 4-6 | details |
| 4.               | 2003-02-16 | WTA Doha         | hardcourt     | Anastasija Myskina | 3-6, 1-6      | details |
| 5.               | 2004-08-08 | WTA Montréal     | hardcourt     | Amélie Mauresmo    | 1-6, 0-6      | details |

### WTA-finaleplaatsen dubbelspel
| nr.              | finale     | toernooi          | ondergrond    | partner              | tegenstandsters                                | score               |         |
| ---------------- | ---------- | ----------------- | ------------- | -------------------- | ---------------------------------------------- | ------------------- | ------- |
| gewonnen finales |            |                   |               |                      |                                                |                     |         |
| 01.              | 1998-01-10 | WTA Hope Island   | hardcourt     | Ai Sugiyama          | Park Sung-hee Wang Shi-ting                    | 1-6, 6-3, 6-4       | details |
| 02.              | 1998-10-31 | WTA Luxemburg     | tapijt (i)    | Ai Sugiyama          | Larisa Neiland Olena Tatarkova                 | 6-7, 6-3, 2-0, opg. | details |
| 03.              | 1998-11-08 | WTA Leipzig       | tapijt (i)    | Ai Sugiyama          | Manon Bollegraf Irina Spîrlea                  | 6-3, 6-7, 6-1       | details |
| 04.              | 1998-11-15 | WTA Philadelphia  | tapijt (i)    | Ai Sugiyama          | Monica Seles Natallja Zverava                  | 7-5, 4-6, 6-2       | details |
| 05.              | 1999-01-16 | WTA Sydney        | hardcourt     | Ai Sugiyama          | Mary Joe Fernandez Anke Huber                  | 6-3, 2-6, 6-0       | details |
| 06.              | 1999-04-04 | WTA Hilton Head   | gravel        | Jana Novotná         | Barbara Schett Patty Schnyder                  | 6-1, 6-4            | details |
| 07.              | 1999-05-22 | WTA Straatsburg   | gravel        | Ai Sugiyama          | Alexandra Fusai Nathalie Tauziat               | 2-6, 7-6, 6-1       | details |
| 08.              | 2001-01-13 | WTA Hobart        | hardcourt     | Cara Black           | Ruxandra Dragomir Virginia Ruano Pascual       | 6-4, 6-1            | details |
| 09.              | 2001-05-06 | WTA Hamburg       | gravel        | Cara Black           | Květa Hrdličková Barbara Rittner               | 6-2, 4-6, 6-2       | details |
| 10.              | 2001-05-20 | WTA Rome          | gravel        | Cara Black           | Paola Suárez Patricia Tarabini                 | 6-1, 6-1            | details |
| 11.              | 2001-06-17 | WTA Birmingham    | gras          | Cara Black           | Kimberly Po-Messerli Nathalie Tauziat          | 6-1, 6-2            | details |
| 12.              | 2001-08-05 | WTA San Diego     | hardcourt     | Cara Black           | Martina Hingis Anna Koernikova                 | 6-4, 1-6, 6-4       | details |
| 13.              | 2001-08-25 | WTA New Haven     | hardcourt     | Cara Black           | Jelena Dokić Nadja Petrova                     | 6-0, 3-6, 6-2       | details |
| 14.              | 2001-09-30 | WTA Leipzig       | tapijt (i)    | Nathalie Tauziat     | Květa Hrdličková Barbara Rittner               | 6-4, 6-2            | details |
| 15.              | 2002-04-07 | WTA Sarasota      | gravel        | Jelena Dokić         | Els Callens Conchita Martínez                  | 6-7, 6-3, 6-3       | details |
| 16.              | 2003-01-10 | WTA Hobart        | hardcourt     | Cara Black           | Barbara Schett Patricia Wartusch               | 7-5, 7-6            | details |
| 17.              | 2003-02-08 | WTA Haiderabad    | hardcourt     | Iroda Tulyaganova    | Jevgenia Koelikovskaja Tatjana Poetsjek        | 6-4, 6-4            | details |
| 18.              | 2004-01-10 | WTA Gold Coast    | hardcourt     | Svetlana Koeznetsova | Liezel Huber Magdalena Maleeva                 | 6-3, 6-4            | details |
| 19.              | 2004-03-06 | WTA Doha          | hardcourt     | Svetlana Koeznetsova | Janette Husárová Conchita Martínez             | 7-6, 6-2            | details |
| 20.              | 2004-10-31 | WTA Linz          | hardcourt (i) | Janette Husárová     | Nathalie Dechy Patty Schnyder                  | 6-2, 7-5            | details |
| 21.              | 2005-01-08 | WTA Gold Coast    | hardcourt     | Magdalena Maleeva    | Maria Elena Camerin Silvia Farina-Elia         | 6-3, 5-7, 6-1       | details |
| 22.              | 2005-02-06 | WTA Tokio         | tapijt (i)    | Janette Husárová     | Lindsay Davenport Corina Morariu               | 6-4, 6-3            | details |
| 23.              | 2005-05-08 | WTA Berlijn       | gravel        | Vera Zvonarjova      | Cara Black Liezel Huber                        | 4-6, 6-4, 6-3       | details |
| 24.              | 2005-09-25 | WTA Calcutta      | hardcourt (i) | Anastasija Myskina   | Neha Uberoi Shikha Uberoi                      | 6-1, 6-0            | details |
| 25.              | 2006-01-07 | WTA Auckland      | hardcourt     | Vera Zvonarjova      | Émilie Loit Barbora Strýcová                   | 6-3, 6-4            | details |
| 26.              | 2006-05-07 | WTA Warschau      | gravel        | Anastasija Myskina   | Anabel Medina Garrigues Katarina Srebotnik     | 6-3, 6-4            | details |
| 27.              | 2007-01-12 | WTA Hobart        | hardcourt     | Jelena Vesnina       | Anabel Medina Garrigues Virginia Ruano Pascual | 2-6, 6-1, 6-2       | details |
| verloren finales |            |                   |               |                      |                                                |                     |         |
| 01.              | 1997-05-24 | WTA Straatsburg   | gravel        | Ai Sugiyama          | Helena Suková Natallja Zverava                 | 1-6, 1-6            | details |
| 02.              | 1998-02-22 | WTA Hannover      | tapijt (i)    | Caroline Vis         | Lisa Raymond Rennae Stubbs                     | 1-6, 7-6, 3-6       | details |
| 03.              | 1999-02-28 | WTA Parijs        | tapijt (i)    | Ai Sugiyama          | Irina Spîrlea Caroline Vis                     | 5-7, 6-3, 3-6       | details |
| 04.              | 1999-08-01 | WTA Stanford      | hardcourt     | Anna Koernikova      | Lindsay Davenport Corina Morariu               | 4-6, 4-6            | details |
| 05.              | 1999-08-28 | WTA New Haven     | hardcourt     | Jana Novotná         | Lisa Raymond Rennae Stubbs                     | 6-7, 2-6            | details |
| 06.              | 1999-11-07 | WTA Leipzig       | tapijt (i)    | Ai Sugiyama          | Larisa Neiland Mary Pierce                     | 4-6, 3-6            | details |
| 07.              | 2000-09-10 | US Open           | hardcourt     | Cara Black           | Julie Halard-Decugis Ai Sugiyama               | 0-6, 6-1, 1-6       | details |
| 08.              | 2001-05-13 | WTA Berlijn       | gravel        | Cara Black           | Els Callens Meghann Shaughnessy                | 4-6, 3-6            | details |
| 09.              | 2001-06-23 | WTA Eastbourne    | gras          | Cara Black           | Lisa Raymond Rennae Stubbs                     | 2-6, 2-6            | details |
| 10.              | 2001-11-04 | WTA Championships | hardcourt (i) | Cara Black           | Lisa Raymond Rennae Stubbs                     | 5-7, 6-3, 3-6       | details |
| 11.              | 2002-03-03 | WTA Scottsdale    | hardcourt     | Cara Black           | Lisa Raymond Rennae Stubbs                     | 3-6, 7-5, 6-7       | details |
| 12.              | 2002-06-22 | WTA Eastbourne    | gras          | Cara Black           | Lisa Raymond Rennae Stubbs                     | 7-6, 6-7, 2-6       | details |
| 13.              | 2002-11-11 | WTA Championships | hardcourt (i) | Cara Black           | Jelena Dementjeva Janette Husárová             | 6-4, 4-6, 3-6       | details |
| 14.              | 2003-01-05 | WTA Auckland      | hardcourt     | Cara Black           | Teryn Ashley Abigail Spears                    | 2-6, 6-2, 0-6       | details |
| 15.              | 2003-02-22 | WTA Dubai         | hardcourt     | Cara Black           | Svetlana Koeznetsova Martina Navrátilová       | 3-6, 6-7            | details |
| 16.              | 2003-09-28 | WTA Leipzig       | tapijt (i)    | Nadja Petrova        | Svetlana Koeznetsova Martina Navrátilová       | 6-3, 1-6, 3-6       | details |
| 17.              | 2004-02-01 | Australian Open   | hardcourt     | Svetlana Koeznetsova | Virginia Ruano Pascual Paola Suárez            | 4-6, 3-6            | details |
| 18.              | 2004-02-08 | WTA Tokio         | tapijt (i)    | Magdalena Maleeva    | Cara Black Rennae Stubbs                       | 0-6, 1-6            | details |
| 19.              | 2004-02-28 | WTA Dubai         | hardcourt     | Svetlana Koeznetsova | Janette Husárová Conchita Martínez             | 0-6, 6-1, 3-6       | details |
| 20.              | 2004-03-21 | WTA Indian Wells  | hardcourt     | Svetlana Koeznetsova | Virginia Ruano Pascual Paola Suárez            | 1-6, 2-6            | details |
| 21.              | 2004-04-04 | WTA Miami         | hardcourt     | Svetlana Koeznetsova | Nadja Petrova Meghann Shaughnessy              | 2-6, 3-6            | details |
| 22.              | 2004-06-06 | Roland Garros     | gravel        | Svetlana Koeznetsova | Virginia Ruano Pascual Paola Suárez            | 0-6, 3-6            | details |
| 23.              | 2004-06-19 | WTA Eastbourne    | gras          | Svetlana Koeznetsova | Alicia Molik Magüi Serna                       | 4-6, 4-6            | details |
| 24.              | 2004-09-12 | US Open           | hardcourt     | Svetlana Koeznetsova | Virginia Ruano Pascual Paola Suárez            | 4-6, 5-7            | details |
| 25.              | 2005-06-18 | WTA Eastbourne    | gras          | Vera Zvonarjova      | Lisa Raymond Rennae Stubbs                     | 3-6, 5-7            | details |
| 26.              | 2005-07-31 | WTA Stanford      | hardcourt     | Vera Zvonarjova      | Cara Black Rennae Stubbs                       | 3-6, 5-7            | details |
| 27.              | 2007-02-18 | WTA Antwerpen     | hardcourt (i) | Jelena Vesnina       | Cara Black Liezel Huber                        | 5-7, 6-4, 1-6       | details |
| 28.              | 2007-05-06 | WTA Warschau      | gravel        | Jelena Vesnina       | Vera Doesjevina Tetjana Perebyjnis             | 5-7, 6-3, [2-10]    | details |
| 29.              | 2007-09-23 | WTA Portorož      | hardcourt     | Andreja Klepač       | Lucie Hradecká Renata Voráčová                 | 7-5, 4-6, [7-10]    | details |

### Finaleplaatsen gemengd dubbelspel
| nr.              | finale     | toernooi        | ondergrond | partner         | tegenstanders                     | score         |         |
| ---------------- | ---------- | --------------- | ---------- | --------------- | --------------------------------- | ------------- | ------- |
| gewonnen finales |            |                 |            |                 |                                   |               |         |
| 1.               | 2002-07-07 | Wimbledon       | gras       | Mahesh Bhupathi | Daniela Hantuchová Kevin Ullyett  | 6-2, 1-6, 6-1 | details |
| 2.               | 2007-01-28 | Australian Open | hardcourt  | Daniel Nestor   | Viktoryja Azarenka Maks Mirni     | 6-4, 6-4      | details |
| verloren finales |            |                 |            |                 |                                   |               |         |
| 1.               | 2003-06-08 | Roland Garros   | gravel     | Mahesh Bhupathi | Lisa Raymond Mike Bryan           | 3-6, 4-6      | details |
| 2.               | 2006-01-29 | Australian Open | hardcourt  | Daniel Nestor   | Martina Hingis Mahesh Bhupathi    | 3-6, 3-6      | details |
| 3.               | 2006-06-09 | Roland Garros   | gravel     | Daniel Nestor   | Katarina Srebotnik Nenad Zimonjić | 3-6, 4-6      | details |

### Gewonnen ITF-toernooien
- enkelspel: Vilamoura (februari 1992), Båstad (januari 1993)
- dubbelspel: Bamberg (januari 1992), Montemor-o-Novo (februari 1992), Vilamoura (februari 1992), Rebecq (augustus 1992), Koksijde (augustus 1992), Manchester (november 1992); (nog een, onbekend)[1]

## Resultaten grandslamtoernooien
| Legenda | Legenda                          |
| ------- | -------------------------------- |
| g.t.    | geen toernooi gehouden           |
| l.c.    | lagere categorie                 |
| –       | niet deelgenomen                 |
| G       | uitgeschakeld in de groepsfase   |
| 1R      | uitgeschakeld in de eerste ronde |
| 2R      | uitgeschakeld in de tweede ronde |
| 3R      | uitgeschakeld in de derde ronde  |
| 4R      | uitgeschakeld in de vierde ronde |
| KF      | uitgeschakeld in de kwartfinale  |
| HF      | uitgeschakeld in de halve finale |
| F       | de finale verloren               |
| W       | het toernooi gewonnen            |
| w-v     | winst/verlies-balans             |

### Enkelspel
| Toernooi        | 1993 | 1994 | 1995 | 1996 | 1997 | 1998 | 1999 | 2000 | 2001 | 2002 | 2003 | 2004 | 2005 | 2006 | 2007 |
| --------------- | ---- | ---- | ---- | ---- | ---- | ---- | ---- | ---- | ---- | ---- | ---- | ---- | ---- | ---- | ---- |
| Australian Open | –    | 3R   | 1R   | 4R   | 1R   | 3R   | 3R   | KF   | 1R   | 1R   | 1R   | 3R   | 3R   | 2R   | 1R   |
| Roland Garros   | –    | –    | 2R   | 3R   | 2R   | 3R   | 3R   | 1R   | 1R   | 3R   | 1R   | 2R   | HF   | 1R   | 2R   |
| Wimbledon       | –    | 1R   | 1R   | 3R   | 2R   | 3R   | 3R   | 2R   | 3R   | KF   | 2R   | 2R   | 4R   | 3R   | 2R   |
| US Open         | 2R   | 4R   | 1R   | 3R   | 3R   | 1R   | 4R   | 3R   | 4R   | 2R   | 4R   | 1R   | 4R   | 3R   | 2R   |

### Vrouwendubbelspel
| Toernooi        | 1994 | 1995 | 1996 | 1997 | 1998 | 1999 | 2000 | 2001 | 2002 | 2003 | 2004 | 2005 | 2006 | 2007 | 2008 |
| --------------- | ---- | ---- | ---- | ---- | ---- | ---- | ---- | ---- | ---- | ---- | ---- | ---- | ---- | ---- | ---- |
| Australian Open | 1R   | 1R   | 1R   | 1R   | KF   | 2R   | 3R   | 2R   | 1R   | 3R   | F    | 2R   | KF   | 1R   | –    |
| Roland Garros   | –    | 2R   | 2R   | 3R   | 3R   | KF   | 1R   | 3R   | 3R   | HF   | F    | 3R   | 3R   | 1R   | 2R   |
| Wimbledon       | –    | 1R   | 2R   | 2R   | 3R   | 2R   | 1R   | 2R   | HF   | 3R   | KF   | KF   | 3R   | KF   | –    |
| US Open         | 1R   | 1R   | KF   | 3R   | –    | 1R   | F    | HF   | HF   | HF   | F    | 2R   | 3R   | 1R   | 2R   |

### Gemengd dubbelspel
| Toernooi        | 1997 | 1998 | 1999 | 2000 | 2001 | 2002 | 2003 | 2004 | 2005 | 2006 | 2007 | 2008 |
| --------------- | ---- | ---- | ---- | ---- | ---- | ---- | ---- | ---- | ---- | ---- | ---- | ---- |
| Australian Open | 1R   | HF   | 2R   | KF   | 1R   | HF   | 2R   | 1R   | 2R   | F    | W    | –    |
| Roland Garros   | 2R   | 1R   | HF   | KF   | HF   | KF   | F    | 1R   | 1R   | F    | 1R   | 1R   |
| Wimbledon       | 2R   | KF   | HF   | KF   | HF   | W    | 2R   | KF   | 3R   | KF   | HF   | –    |
| US Open         | KF   | 2R   | 1R   | HF   | 1R   | 2R   | 2R   | KF   | 2R   | 1R   | 1R   | –    |